# Soedak
Soedak (Russisch & Oekraïens: Судак, Krim-Tataars: Sudaq) is een kleine, historische plaats op de Krim. Het is een populaire badplaats aan de Zwarte Zee, bekend om zijn goed bewaard gebleven Genuese fort. In de middeleeuwen was het onder de naam Soldaia een belangrijke handelspost voor Venetië en later Genua.

## Geschiedenis
De stad zou in 212 na Chr. gesticht zijn door Alaanse kolonisten op het gebied van het toenmalige Bosporuskoninkrijk. In de zesde eeuw liet de Byzantijnse keizer Justinianus I (482-565) er een fort bouwen. De Chazaren, een Turkstalig nomadenvolk, veroverden de stad in de zevende eeuw en gaven het de naam Suğdaq. In de daarop volgende eeuwen werd de stad betwist door de Chazaren, het Kievse Rijk en het Byzantijnse Rijk. De stad vormde een belangrijk handelsknooppunt tussen deze rijken. In 1016 kwam Soedak onder Byzantijnse heerschappij.
Tijdens de Vierde Kruistocht veroverden de westerse kruisvaarders in 1204 Constantinopel en een groot deel van het Byzantijnse Rijk. Onder de naam Soldaia werd de stad een kolonie van de republiek Venetië. In 1365 veroverden de Genuezen de stad en in 1475 kwamen Soedak en de andere Genuese koloniën op de Krim onder het gezag van het Ottomaanse Rijk. In 1771 veroverde de Russische generaal Pjotr Roemjantsev Soedak. In de negentiende eeuw ontstond wijnbouw rond de stad.